# Malta di calce

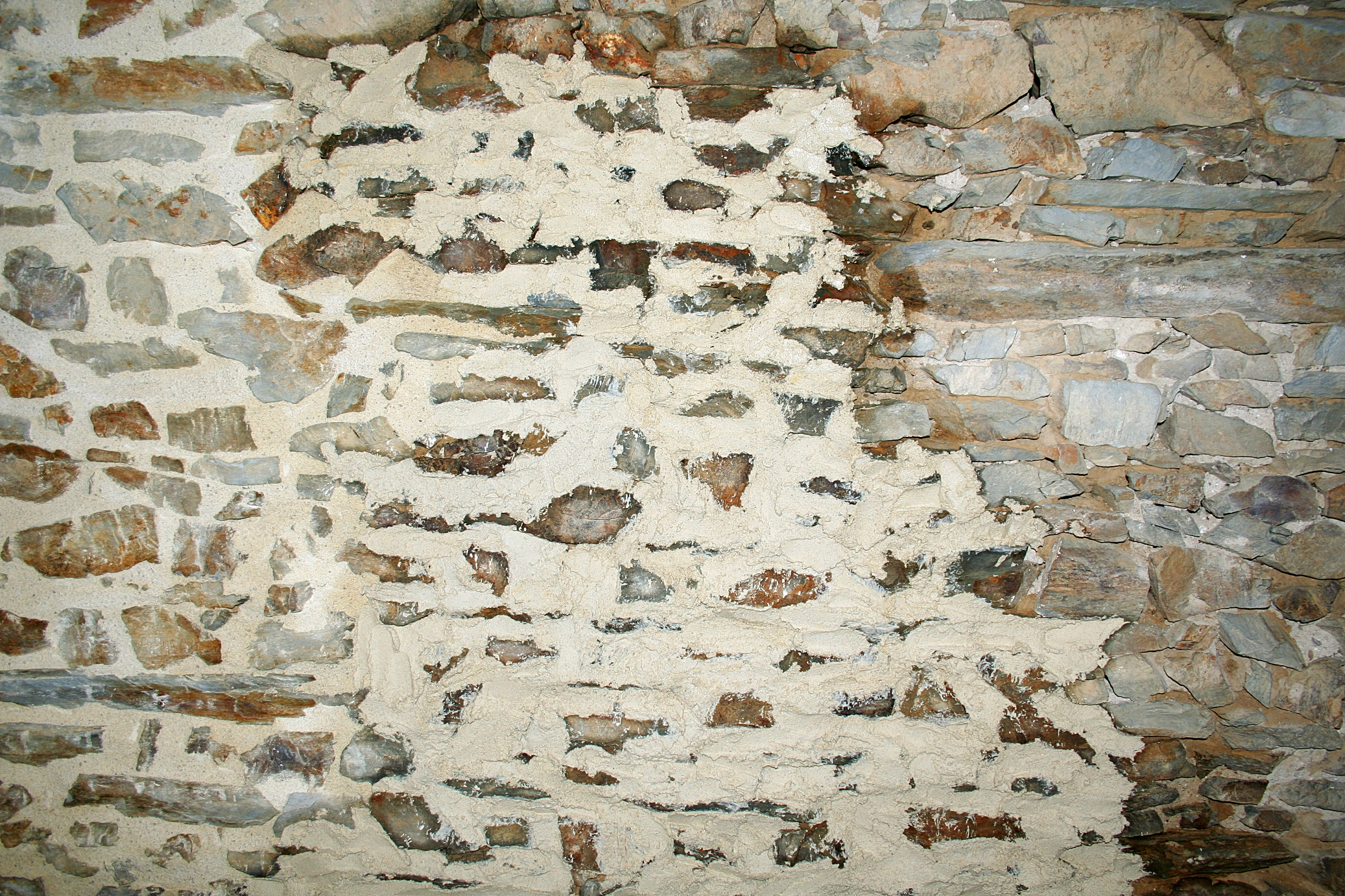
Un muro di pietra in Francia con applicazione di malta di calce. A destra: non applicato. Al centro: malta di calce applicata con cazzuola. A sinistra: malta di calce applicata, poi battuta e spazzolata con una spazzola a zangola.

La malta di calce o malta per intonaco (o da intonaco) è una malta per muratura composta da calce e un aggregato come la sabbia, mescolato con acqua. È uno dei più antichi tipi di malta conosciuti, utilizzato nell'antica Roma e in Grecia, quando sostituì ampiamente le malte d'argilla e gesso comuni nelle antiche costruzioni egizie.
Con l'introduzione del cemento Portland nel corso del XIX secolo, l'uso della malta di calce nelle nuove costruzioni diminuì gradualmente. Ciò è stato dovuto in gran parte alla facilità di utilizzo del cemento Portland, alla sua rapida presa e all'elevata resistenza alla compressione. Tuttavia, le proprietà di morbidezza e porosità della malta di calce offrono alcuni vantaggi quando si lavora con materiali edili più morbidi, come la pietra naturale e la terracotta. Per questo motivo, mentre il cemento Portland continua ad essere comunemente utilizzato nelle nuove costruzioni in mattoni e calcestruzzo, il suo utilizzo non è raccomandato nella riparazione e nel restauro di strutture in mattoni e pietra originariamente costruite utilizzando malta di calce.
Nonostante la sua utilità duratura nel corso dei secoli (opera cementizia), l'efficacia della malta di calce come materiale da costruzione non è stata ben compresa; le pratiche consolidate si basavano sulla tradizione, sul folclore e sulla conoscenza del mestiere, come dimostra il vasto numero di edifici antichi ancora in piedi. I test empirici condotti alla fine del XX secolo hanno fornito una comprensione scientifica della sua notevole durata. Sia i professionisti sia i privati possono acquistare malta di calce (e far abbinare la loro malta storica sia per colore sia per contenuto) da aziende specializzate nel restauro e che vendono malta premiscelata in piccoli lotti.

## Storia
La malta di calce è comparsa nell'antichità. I primi ad utilizzare la malta di calce furono gli antichi Egizi, dal 4 000 a.C. circa; fu utilizzata, ad esempio, per intonacare le piramidi di Giza. Gli egizi inoltre utilizzavano varie malte per i loro edifici di culto e nelle loro abitazioni.
Le strutture tradizionali indiane, alcune delle quali hanno più di 4 000 anni, venivano costruite con malta di calce (come Mohenjo-daro, un monumento storico della civiltà della valle dell'Indo in Pakistan).
Nell'Impero Romano si faceva largo uso di malte a base di calce. Vitruvio, architetto romano, fornì linee guida di base per gli impasti di malta di calce. I Romani crearono malte idrauliche contenenti calce e un materiale pozzolanico come polvere di mattoni o cenere vulcanica. Queste malte erano destinate ad essere utilizzate in applicazioni in cui la presenza di acqua non avrebbe altrimenti consentito alla malta di indurirsi correttamente (carbonatazione).

## Utilizzi
La malta di calce ormai è utilizzata soprattutto per il restauro degli edifici storici originariamente costruiti con essa, ma può essere utilizzata come alternativa al comune cemento Portland. È composto principalmente da calce (idraulica o non idraulica, come spiegato di seguito), acqua e un aggregato come la sabbia. È stato dimostrato che il cemento Portland è incompatibile con la malta di calce perché è più duro, meno flessibile e impermeabile. Queste qualità portano al deterioramento prematuro dei mattoni teneri e storici quindi tradizionalmente si raccomanda l'uso di malte di calce cotte a bassa temperatura con malte esistenti di tipo simile o per la ricostruzione di edifici utilizzando metodi storicamente corretti. In passato la malta di calce veniva solitamente mescolata in loco con la sabbia disponibile localmente. Poiché la sabbia influenza il colore della malta di calce, i colori della malta di intonaco possono variare notevolmente da distretto a distretto.

## Calce idraulica e non idraulica
La calce idraulica contiene sostanze che si solidificano per idratazione e quindi può solidificare sott'acqua. La calce non idraulica indurisce per carbonatazione e quindi necessita di esposizione all'anidride carbonica presente nell'aria; il materiale non può indurire sott'acqua o all'interno di una parete spessa. Per le malte di calce idraulica naturale (natural hydraulic lime, NHL), la calce è ottenuta da calcare contenente naturalmente una percentuale sufficiente di silice e/o allumina. La calce idraulica artificiale viene prodotta aggiungendo specifici tipi e quantità di additivi alla calce di partenza durante il processo di cottura, oppure aggiungendo pozzolana alla calce non idraulica. La calce non idraulica viene prodotta da una fonte di carbonato di calcio ad elevata purezza, come gesso, calcare o gusci d'ostrica.

### Calce non idraulica
La calce non idraulica è composta principalmente da idrossido di calcio (generalmente superiore al 95%), Ca(OH) 2. La calce non idraulica si ottiene riscaldando prima il carbonato di calcio sufficientemente puro a una temperatura compresa tra 954° e 1066°C, liberando anidride carbonica per produrre calce viva (ossido di calcio). Questo avviene in una fornace da calce. La calce viva viene poi spenta: idratata mediante una miscelazione accurata con acqua sufficiente a formare una poltiglia (grassello di calce), oppure con meno acqua per produrre polvere secca. Questa calce idrata (idrossido di calcio) si trasforma naturalmente in carbonato di calcio reagendo con l'anidride carbonica presente nell'aria: l'intero processo è chiamato ciclo della calce.
Il processo di spegnimento necessario per creare la calce è una reazione esotermica che inizialmente crea un liquido dalla consistenza cremosa. Il composto viene poi lasciato maturare per 2 o 3 mesi, a seconda delle condizioni ambientali, per dargli il tempo di condensarsi e trasformarsi in stucco di calce.
La calce grassella stagionata è tissotropica, ovvero quando viene agitata passa dallo stato di calce a uno stato più liquido. Ciò ne facilita l'impiego nelle malte poiché ne rende più facile la lavorazione. Se lasciato riposare dopo essere stato agitato, il grassello di calce passerà lentamente dallo stato di liquido denso a quello di stucco.
Oltre al calcare a base di calcio, si possono produrre anche calci dolomitiche a base di carbonato di calcio e magnesio.
Una frequente fonte di confusione riguardo alla malta di calce deriva dalla somiglianza dei termini idraulico e idratato.
- La calce idrata è qualsiasi tipo di calce diversa dalla calce viva e può riferirsi sia alla calce idraulica (che indurisce sott'acqua) sia alla calce non idraulica (che non indurisce sott'acqua).
- Il grassello di calce non è in alcun modo idraulico e può essere conservato indefinitamente sott'acqua. Come suggerisce il nome, il grassello di calce è un composto fatto solo di calce e acqua.

Se la calce viva viene spenta con un eccesso di acqua si forma stucco o poltiglia. Se si utilizza la giusta quantità di acqua, invece, il risultato è un materiale asciutto (l'acqua in eccesso si disperde sotto forma di vapore durante il riscaldamento). Questo viene macinato per ottenere la polvere di calce idrata.
La polvere di calce idrata, non idraulica, può essere mescolata con acqua per formare il grassello di calce. Prima dell'uso, lo stucco viene solitamente lasciato maturare in assenza di anidride carbonica (solitamente sott'acqua). Lo stucco può maturare da un minimo di 24 ore fino a molti anni; un tempo di maturazione più lungo migliora la qualità dello stucco. C'è chi sostiene che la calce lasciata maturare per un periodo prolungato (oltre 12 mesi) diventi così rigida da risultare difficile da lavorare.
Esistono diverse opinioni, rispetto all'opera cementizia, sulla qualità comparativa dello stucco formato da calce idrata secca rispetto a quello prodotto come stucco al momento dello spegnimento. In genere si ritiene che quest'ultima sia preferibile. La calce idrata produce un materiale che non è così "grasso", termine commerciale comune per i composti che hanno una consistenza più liscia e burrosa una volta lavorati. Spesso, a causa di uno stoccaggio prolungato e scadente, la calce risultante prodotta dalla calce idrata presenterà periodi di carbonatazione più lunghi e resistenze alla compressione inferiori.
La calce non idraulica impiega più tempo a solidificarsi ed è più debole della calce idraulica; non deve essere lasciata congelare prima di essere ben solidificata.  Sebbene il processo di presa possa essere lento, il tempo di asciugatura di una malta di calce deve essere regolato lentamente per garantire una buona presa finale. Una malta di calce che si asciuga rapidamente darà luogo a una malta finale di scarsa qualità e scarsa resistenza, che spesso presenterà crepe da ritiro. Nella pratica, le malte di calce vengono spesso protette dalla luce solare diretta e dal vento con teli di iuta umidi oppure spruzzate con acqua per controllare la velocità di essiccazione. Tuttavia possiede anche la qualità della guarigione autogena (autoguarigione), in cui una parte di calce libera si dissolve nell'acqua e viene ridepositata in ogni piccola fessura che si forma, garantendo la lunga durabilità tipica delle edificazioni romane.

### Malta a base di gusci d'ostrica

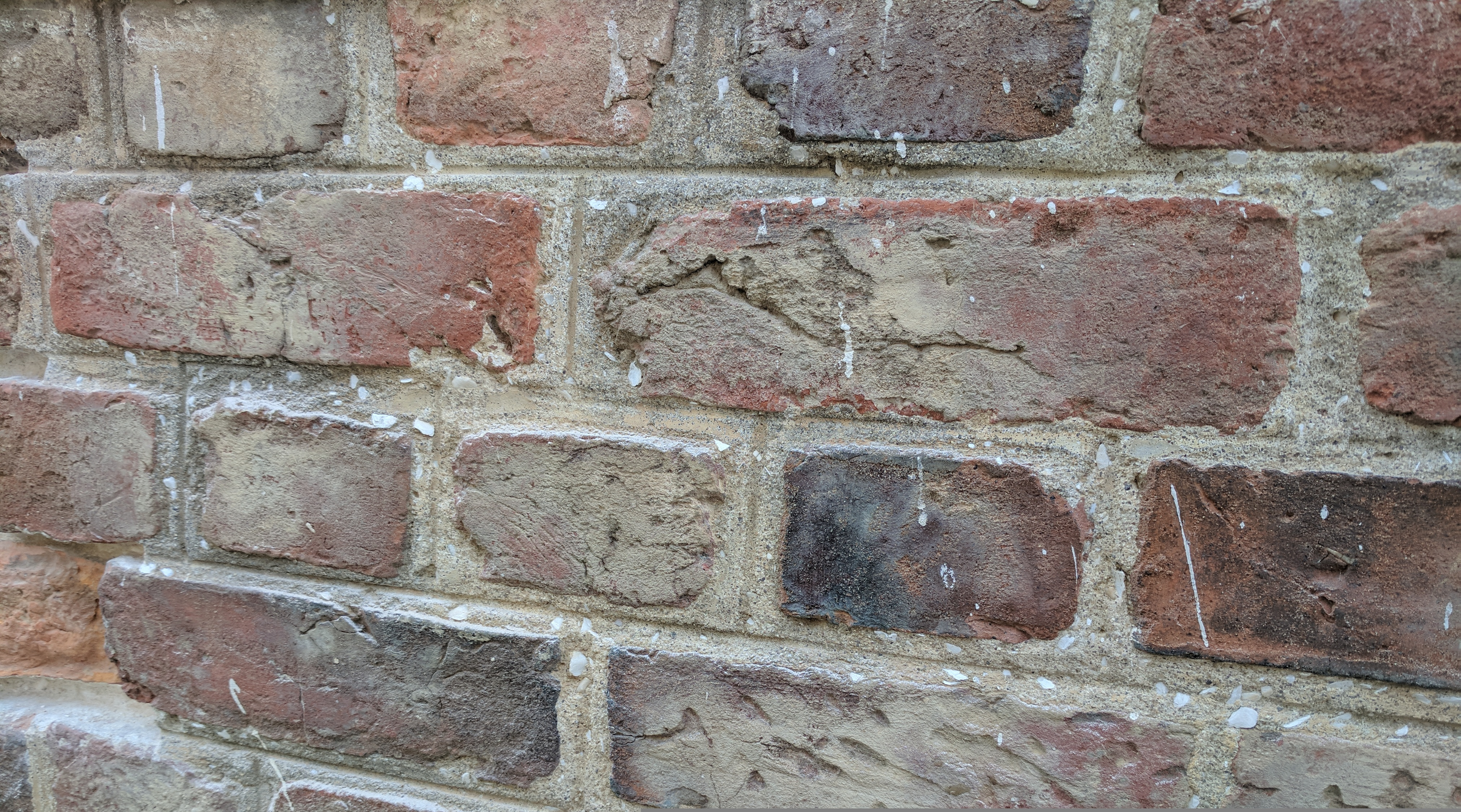
Le grandi scaglie di guscio d'ostrica indicano che si tratta di una malta di conchiglie finte. In realtà si trattava di una sostituzione molto rigida in Portland che fortunatamente non aveva danneggiato molto i mattoni.

Nella regione delle maree del Maryland e della Virginia, durante il periodo coloniale, i gusci delle ostriche venivano utilizzati per produrre calce viva. Similmente ad altri materiali utilizzati per produrre la calce, i gusci delle ostriche vengono bruciati. Questa operazione può essere eseguita in una caldaia a calce anziché in una fornace. La catasta di legna può essere costituita da tronchi disposti in cerchio che bruciano lentamente, trasformando le ostriche contenute nella catasta in una polvere cinerea. Il guscio bruciato può quindi essere spento e trasformato in grassello di calce.
Le malte che utilizzano gusci d'ostrica possono talvolta essere riconosciute dalla presenza di piccoli frammenti di guscio nel giunto di malta esposto. Nel restauro della muratura, i frammenti di conchiglia vengono talvolta esagerati per dare all'osservatore un'impressione di autenticità. Questi rifacimenti moderni però contengono spesso percentuali di cemento Portland più elevate del necessario, il che può causare cedimenti nei mattoni se il giunto di malta è più resistente degli elementi in mattone.

### Calce idraulica
La calce idraulica si solidifica mediante la reazione con l'acqua, detta idratazione.
Quando è richiesta una malta di calce più resistente, ad esempio per scopi esterni o strutturali, è possibile aggiungere pozzolana, che ne migliora la resistenza alla compressione e aiuta a proteggerla dai danni causati dagli agenti atmosferici. Le pozzolane includono mattoni in polvere, argilla trattata termicamente, fumi di silice, ceneri aeree e materiali vulcanici. La forza chimica conferita varia da molto debole a quasi forte quanto quella del cemento Portland.
Ciò può anche aiutare a creare tempi di presa più regolati della malta poiché la pozzolana creerà una presa idraulica, che può essere utile nei progetti di restauro quando è necessario monitorare e mantenere tempi e costi.
La calce idraulica può essere considerata, sia in termini di proprietà sia di fabbricazione, una via di mezzo tra la calce non idraulica e il cemento Portland. Il calcare utilizzato contiene quantità sufficienti di argilla e/o silice. Il prodotto risultante conterrà silicato dicalcico ma, a differenza del cemento Portland, non silicato tricalcico.
Viene spento abbastanza da convertire l'ossido di calcio in idrossido di calcio, ma non con acqua sufficiente per reagire con il silicato dicalcico. È questo silicato bicalcico che, in combinazione con l'acqua, conferisce le proprietà di presa della calce idraulica.
Anche l'alluminio e il magnesio formano un composto idraulico e alcune pozzolane contengono questi elementi.
La norma europea EN459 stabilisce tre gradi di resistenza della calce idraulica naturale: NHL2, NHL3.5 e NHL5. I numeri indicano la resistenza minima alla compressione a 28 giorni in newton per millimetro quadrato (N/mm2). Ad esempio, la resistenza NHL 3.5 varia da 3,5 N/mm 2 (510 psi) a 10 N/mm 2 (1.450 psi). Sono simili alla vecchia classificazione di debolmente idraulico, moderatamente idraulico ed eminentemente idraulico e, sebbene siano diverse, alcune persone continuano a chiamarle in modo intercambiabile. La terminologia per le malte di calce idraulica fu migliorata dall'abile ingegnere civile francese Louis Vicat negli anni trenta del XIX secolo partendo dal vecchio sistema delle calci all'acqua, in modo debole, moderato ed eminente. Vicat pubblicò il suo lavoro in seguito a ricerche sull'uso di malte di calce nella costruzione di ponti e strade nel suo lavoro. L'azienda francese Vicat produce ancora oggi cementi naturali e malte di calce. I nomi delle malte di calce erano così vari e contrastanti in tutto il continente europeo che la riclassificazione ha notevolmente migliorato la comprensione e l'uso di tali malte.

## Miscela
La malta di calce tradizionale è una combinazione di grassello di calce e aggregato (solitamente sabbia). Una tipica miscela moderna di malta di calce sarebbe composta da 1 parte di grassello di calce e 3 parti di sabbia lavata, ben granulometrica e fine. Al posto della sabbia sono stati utilizzati altri materiali come aggregati. La teoria è che gli spazi vuoti tra le particelle di sabbia rappresentino 1/3 del volume della sabbia. La calce, mescolata in un rapporto di 1:3, riempie questi vuoti creando una malta compatta. L'analisi dei campioni di malta provenienti da edifici storici indica in genere che veniva comunemente utilizzato un rapporto più elevato di circa 1 parte di calce e 1,5 parti  di aggregato/sabbia. Ciò equivale a circa 1 parte di calce viva secca e 3 parti di sabbia. Un impasto di intonaco grezzo tradizionale conteneva anche crine di cavallo per rinforzarlo e controllarne il ritiro, importante quando s'intonaca su listelli di legno e per strati di base (o di intonacatura) su superfici irregolari come muri in pietra, dove la malta viene spesso applicata in strati più spessi per compensare i livelli superficiali irregolari.
Se si verifica un restringimento e una fessurazione della malta di calce, ciò può essere dovuto a uno dei due fattori:
- La sabbia è mal dosata o con una granulometria troppo piccola
- Malta applicata troppo spessa (strati più spessi aumentano il rischio di ritiro, screpolature e cedimenti)
- Troppa aspirazione dal substrato
- Temperature dell'aria elevate o luce solare diretta che forzano l'essiccazione della malta
- Elevato contenuto di acqua nell'impasto di malta di calce
- Grassello di calce di scarsa qualità o non stagionato

Un metodo comune per mescolare la malta di calce con la calce in polvere è il seguente:
- Raccogliere gli ingredienti: sabbia, calce e acqua
- Misurare il rapporto tra sabbia e calce, ad esempio 3 secchi di sabbia e 1 secchio di calce per un rapporto di 3:1.
- Mescolare bene gli ingredienti secchi in modo che tutta la sabbia sia ricoperta di calce e non rimangano né pezzi di sabbia né di calce visibili.
- Conservare una parte degli ingredienti secchi togliendoli dal contenitore. La quantità da riservare può variare, ma un punto di partenza sicuro è circa 1/4 del lotto. Questo verrà aggiunto in seguito per perfezionare il grado di secchezza del mix.
- Misurare l'acqua. La quantità dipende da quanto si desidera che il composto sia umido e da quanto è umida/bagnata la sabbia. Un buon punto di partenza è 1 quarto di gallone di acqua per gallone di sabbia.
- Aggiungere circa 2/3 dell'acqua agli ingredienti secchi e mescolare fino a ottenere una consistenza uniforme.
- Aggiungere gli ingredienti secchi tenuti da parte e/o l'acqua rimanente per ottenere il composto desiderato. Ci vuole tempo per capire cosa funziona bene e la ricetta può cambiare a seconda della temperatura, dell'umidità, del contenuto di sabbia, del tipo di mattoni e del lavoro da svolgere (la posa dei mattoni potrebbe richiedere un impasto più umido, mentre la stuccatura potrebbe richiederne uno più asciutto).
- Per testare l'impasto durante la preparazione, si può usare una cazzuola o picchiettare la malta con le mani per vedere quanta umidità e "crema" affiora in superficie.
- Ricordatevi di bagnare bene i mattoni prima di usare la malta di calce. I vecchi mattoni possono essere estremamente porosi, un 4 libbre (1,8 kg) può contenere 1 pinta imperiale (0,57 l) di acqua. Prima di posarli o stuccarli, i mattoni devono essere saturi, ma asciutti in superficie. Un eccesso di acqua può far colare la calce e lasciare delle striature.

### Rinforzo in crine o fibre
Il rinforzo in crine è comune nell'intonaco di calce e molti tipi di capelli e altre fibre organiche possono essere trovati negli intonaci storici. Tuttavia, il materiale organico nella calce si degrada in ambienti umidi, in particolare su intonaci esterni umidi. Questo problema ha dato origine all'utilizzo di fibre di polipropilene nei nuovi intonaci di calce.

### Proprietà
- La malta di calce non è resistente alla compressione quanto la malta a base di cemento Portland, ma entrambe sono sufficientemente resistenti per la costruzione di edifici residenziali non alti.
- La malta di calce non aderisce alla muratura con la stessa forza del cemento Portland. Questo rappresenta un vantaggio con i tipi di muratura più morbidi, nei quali l'uso del cemento in molti casi finisce per far sì che il cemento rimuova parte del materiale murario quando raggiunge la fine del suo ciclo di vita. La malta è un elemento sacrificale che deve essere più debole dei mattoni, in modo da creparsi prima di questi. Sostituire la malta crepata è meno costoso che sostituire i mattoni crepati.
- In condizioni di fessurazione, il cemento Portland si rompe, mentre la calce produce spesso numerose microfessure se l'entità del movimento è minima. Queste microfessure si ricristallizzano attraverso l'azione della "calce libera", auto-riparando efficacemente la zona interessata.
- Gli edifici storici sono spesso costruiti con elementi di muratura relativamente morbidi (ad esempio mattoni morbidi e molti tipi di pietra) e piccoli movimenti in tali edifici sono piuttosto comuni a causa della natura delle fondamenta. Questo movimento rompe la parte più debole del muro che, nel caso della malta cementizia Portland, solitamente è la muratura. Quando si utilizza la malta di calce, la calce è l'elemento più debole e la malta tende a fessurarsi a discapito della muratura. Ciò provoca molti meno danni ed è relativamente semplice da riparare.
- La malta di calce è più porosa della malta cementizia e trasporta l'umidità presente nel muro in superficie, dove evapora. In questo modo, il sale presente nell'acqua si cristallizza sulla calce, danneggiandola e salvando così la muratura. Il cemento, d'altra parte, evapora l'acqua meno dei mattoni morbidi, quindi i problemi di umidità possono causare la formazione di sale e sfaldamento delle superfici dei mattoni e conseguente disintegrazione dei mattoni.[18][19] Questa capacità di evaporazione dell'umidità è comunemente definita "traspirabilità".
- La malta di calce non deve essere utilizzata a temperature inferiori a 5 °C (41 °F) e impiega più tempo a solidificarsi, quindi è opportuno proteggerlo dal gelo per tre mesi. Grazie alla sua presa più rapida, la calce idraulica potrebbe non aver bisogno di molto tempo prima che inizi a gelare.

Solitamente la presenza di umidità nel muro provoca un cambiamento di colore della malta di calce, indicando la presenza di umidità. L'effetto creerà l'aspetto spesso screziato di una parete intonacata a calce. La tonalità della calce cambia man mano che cambiano i livelli di umidità all'interno di un muro. Quanto più scura è la tonalità della calce, tanto più pronunciato sarà questo effetto.
Un carico di malta di calce miscelata può essere lasciato riposare per un po' di tempo come un grumo, senza che si asciughi (potrebbe formare una crosta sottile). Quando è pronto per l'uso, questo grumo può essere nuovamente mescolato e quindi utilizzato. Tradizionalmente nei cantieri edili, prima dell'introduzione delle impastatrici meccaniche, la calce (spenta in loco in una fossa) veniva mescolata con la sabbia da un operaio che "batteva e compattava" la miscela con una zappa larga con grandi fori. Il materiale veniva poi ricoperto di sabbia e lasciato riposare per un certo periodo (da giorni a settimane). Questo grumo veniva poi rimescolato e utilizzato secondo necessità. Questo processo non può essere eseguito con il cemento Portland.

## Calce con cemento Portland
La combinazione di cemento Portland e calce viene utilizzata per la stabilizzazione e la solidificazione del terreno mediante la creazione di colonne di cemento calce o la stabilizzazione dell'intero volume di massa superiore. Il metodo fornisce un aumento della resistenza in termini di vibrazioni, stabilità e assestamento. Ad esempio, nella costruzione di strade e ferrovie, questo metodo è più comune e diffuso (via Regina Eufemia nel centro di Oslo, E18 a Tønsberg ecc.).
Per il restauro conservativo vengono spesso utilizzate malte di tipo N e di tipo O. Una malta di tipo N è composta da 1 parte di Portland, 1 parte di calce e 6 parti di sabbia o altro aggregato (1:1:6). Una malta di tipo O è composta da 1 parte di Portland, 2 parti di calce e 9 parti di sabbia o altro aggregato (1:2:9). La malta di calce pura non contiene cemento Portland ed è composta da 1 parte di calce e 3 parti di sabbia o altro aggregato. L'aggiunta di cemento o di altra pozzolana per ridurre i tempi di indurimento è detta "calibratura". Oltre al Portland, per calibrare le malte sono state utilizzate anche cenere e polvere di mattoni.

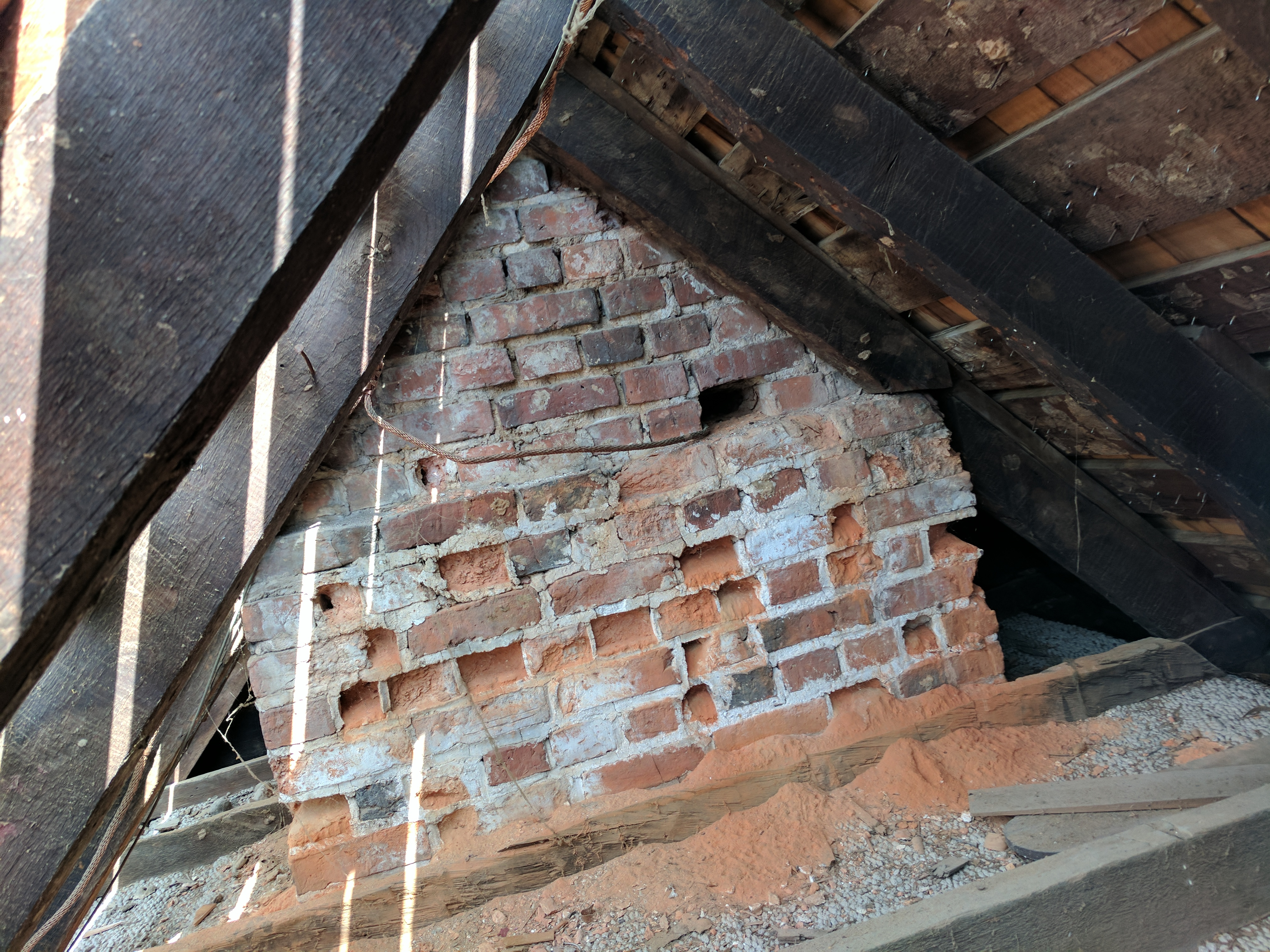
Sgretolamento dei mattoni di un camino del XVIII secolo. La parte inferiore è più antica di quella superiore. Si noti che, sebbene la malta inferiore sia deteriorata, non è in condizioni peggiori rispetto ai mattoni.

Ai fini del restauro storico e dei lavori di restauro che comportano la stuccatura o la sostituzione dei mattoni, i muratori devono scoprire i mattoni e la malta originali e ripararli con un materiale simile. In generale, si suggerisce che la stuccatura venga effettuata con una malta simile o più debole. Pertanto un giunto lineare in malta di calce deve essere stuccato nuovamente. Spesso questo non avviene, data la popolarità del cemento Portland. Un sistema di pareti necessita di un equilibrio tra malta e mattoni che consenta alla malta di essere la parte debole dell'unità.
Quando la malta è più resistente dei mattoni, impedisce qualsiasi movimento naturale del muro e le superfici dei mattoni iniziano a deteriorarsi. Si tratta di un processo noto come sfaldamento, in cui la superficie esterna di un mattone si degrada e può sfaldarsi o trasformarsi in polvere. C'è anche un movimento naturale dell'acqua attraverso un muro in muratura. Una miscela di cemento Portland forte impedirà il libero passaggio dell'acqua da una zona umida a una zona asciutta. Ciò può causare l'intrappolamento dell'umidità di risalita all'interno del muro e provocare guasti alla struttura. Se l'umidità non riesce a evaporare nell'aria, si accumula e danneggia la struttura del muro. Un'altra causa di sgretolamento è il congelamento dell'acqua nel muro.
Nei lavori di restauro di strutture antecedenti al XX secolo dovrebbe essere presente un rapporto elevato di calce e aggregati rispetto al Portland. Ciò riduce la resistenza alla compressione della malta ma consente al sistema murario di funzionare meglio. La malta di calce agisce come uno stoppino che aiuta ad attirare l'acqua dai mattoni. Ciò può aiutare a impedire che i mattoni più vecchi si sfaldino. Anche quando il mattone è un elemento moderno e più duro, la stuccatura con malta di calce con un rapporto più elevato può aiutare a ridurre l'umidità di risalita.
Potrebbe non essere sempre consigliabile per tutti utilizzare una malta di calce pura: senza il cemento Portland nella miscela, c'è meno controllo sulla presa della malta. In alcuni casi, un ciclo di gelo e disgelo sarà sufficiente a causare la rottura del giunto di malta. Anche la malta di calce liscia può richiedere molto tempo per indurirsi completamente e pertanto è necessario eseguire il lavoro in un periodo dell'anno in cui le condizioni meteorologiche siano favorevoli alla corretta presa della malta. Tali condizioni non riguardano solo temperature superiori allo zero, ma anche stagioni più secche. Per proteggere la malta a lenta stagionatura dall'umidità, è possibile aggiungere un silossano alla superficie. Nel caso di strutture storiche, questa potrebbe essere una strategia discutibile, in quanto potrebbe avere un effetto dannoso sul tessuto storico.
La presenza di cemento Portland consente di ottenere una malta più stabile. La stabilità e la prevedibilità rendono la malta miscelata più facile da usare, in particolare nelle applicazioni in cui vengono posate intere sezioni di muratura. Appaltatori e progettisti potrebbero preferire miscele contenenti malta Portland, poiché offrono una maggiore resistenza alla compressione rispetto a una malta di calce pura. Poiché molti edifici costruiti prima dell'era del cemento Portland sono ancora in piedi e presentano la malta originale, le argomentazioni a favore di una maggiore resistenza alla compressione e di una maggiore facilità d'uso potrebbero derivare dalle pratiche attuali e da una scarsa comprensione delle tecniche più antiche.

### Approfondimenti
- Burnell, George Rowdon; Rudimentary Treatise on Limes, Cements, Mortars, Concretes, Mastics, Plastering, Etc.
- Dibdin, William Joseph; Lime Mortar & Cement: Their Characteristics and Analyses. With an Account of Artificial Stone and Asphalt
- Gilmore, Quincy A.; Limes Hydraulic Cement and Mortars
- Hodgson, Fred T.; Concrete, Cements, Mortars, Artificial Marbles, Plasters and Stucco: How to Use and How to Prepare Them
- Lazell, Ellis Warren; Lime Mortar & Cement : Their Characteristics and Analyses. With an Account of Artificial Stone and Asphalt